# Medionops cesari
Espèce
Synonymes
- Nops cesari Dupérré, 2014

Medionops cesari est une espèce d'araignées aranéomorphes de la famille des Caponiidae.

## Distribution
Cette espèce est endémique d'Équateur.

## Description
Le mâle holotype mesure 3,2 mm et la femelle paratype 2,3 mm.

## Publication originale
- Dupérré, 2014 : Three new species of Caponiid spiders from Ecuador (Araneae, Caponiidae). Zootaxa, no 3838(4), p. 462-474.